# Nambojaya
Nambojaya is een bestuurslaag in het regentschap Tangerang van de provincie Banten, Indonesië. Nambojaya telt 7310 inwoners (volkstelling 2010).